# Turbatrix aceti
Turbatrix aceti ou vermes do vinagre e Anguillula aceti são nematóides,  de 1 mm a 2 mm de comprimento, que se alimentam da cultura microbiana, chamada mãe de vinagre. Eles foram descobertos por Pierre Borel em 1656. Esses vermes são encontrados em barris de vinagre não pasteurizado, alimentando-se de acetobacter. Turbatrix aceti como muitos pássaros ou peixes, esses vermes viajam em enxames sincronizados.